# Copa América de Futsal de 2008
A Copa América de Futsal de 2008 foi a 9ª edição do troféu sob a chancela da FIFA. Todos os jogos foram disputados na cidade de Montevidéu, Uruguai. A competição foi realizada de 23 a 28 de junho de 2008.
O Brasil sagrou-se campeão batendo a Uruguai na final por 6 a 2, conquistando o seu 8º título. A Argentina ficou em terceiro lugar e o Paraguai em quarto.

## Regulamento
As dez equipes participantes foram divididas em três grupos, dois de três seleções e um com quatro seleções. O critério para a formação dos grupos, foi baseado na classificação final da Copa América de Futsal de 2003 ocorrida no Paraguai.
Fase de grupos
Cada grupo jogou no sistema todos contra todos, classificando as seleções melhores colocadas de cada grupo e mais a segunda do grupo C para as semifinais.
Em caso de empate na pontuação para a classificação para as semifinais, foram aplicados os seguintes critérios de desempate:
1º Saldo de gols;
2º Maior número de gols marcados;
3º Confronto direto;
4º Sorteio.
Semifinais
Nas semifinais se enfrentaram:
- O primeiro do Grupo A contra o segundo do Grupo B;
- O segundo do Grupo A contra o primeiro do Grupo B.

Final
Na etapa final se enfrentaram:
Para a disputa do terceiro lugar, os perdedores das duas semifinais e para a grande final, os vencedores das duas semifinais.
Em caso de empate no tempo regulamentar, em qualquer um dos jogos da final, a definição seria tomada de acordo com as regras de jogo da FIFA (prorrogação e penalidades) e de acordo com as disposições do seção 6.5 e 6.6 do Regulamento Geral da Conmebol para estas competições.

## Participantes
| Seleção   | Confederação                                | Títulos |
| --------- | ------------------------------------------- | ------- |
| Argentina | Asociación del Fútbol Argentino             | 1       |
| Bolívia   | Federación Boliviana de Fútbol              | --      |
| Brasil    | Confederação Brasileira de Futebol de Salão | 17      |
| Chile     | Federación de Fútbol de Chile               | --      |
| Colômbia  | Federación Colombiana de Fútbol             | --      |
| Equador   | Federación Ecuatoriana de Fútbol            | --      |
| Paraguai  | Asociación Paraguaya de Fútbol              | 1       |
| Peru      | Federación Peruana de Fútbol                | --      |
| Uruguai   | Asociación Uruguaya de Fútbol               | --      |
| Venezuela | Federación Venezolana de Fútbol             | --      |

## Fase de grupos

### Grupo A
|    | Seleção   | Pts | J | V | E | D | GP | GC | SG |
| -- | --------- | --- | - | - | - | - | -- | -- | -- |
| 1º | Argentina | 6   | 2 | 2 | 0 | 0 | 5  | 1  | +4 |
| 2º | Colômbia  | 3   | 2 | 1 | 0 | 1 | 6  | 6  | 0  |
| 3º | Venezuela | 0   | 2 | 0 | 0 | 2 | 4  | 8  | –4 |

| 23 de junho de 2008 | Argentina | 2 - 1 | Colômbia | Mercedes |
| 18:35 UTC-3         |           |       |          |          |

| 24 de junho de 2008 | Colômbia | 5 - 4 | Venezuela | Mercedes |
| 18:00 UTC-3         |          |       |           |          |

| 25 de junho de 2008 | Argentina | 3 - 0 | Venezuela | Mercedes |
| 18:35 UTC-3         |           |       |           |          |

### Grupo B
|    | Seleção  | Pts | J | V | E | D | GP | GC | SG  |
| -- | -------- | --- | - | - | - | - | -- | -- | --- |
| 1º | Paraguai | 6   | 2 | 2 | 0 | 0 | 12 | 1  | +11 |
| 2º | Peru     | 1   | 2 | 0 | 1 | 1 | 5  | 10 | –5  |
| 3º | Bolívia  | 1   | 2 | 0 | 1 | 1 | 4  | 10 | –6  |

| 23 de junho de 2008 | Paraguai | 6 - 0 | Bolívia | Mercedes |
| 16:45 UTC-3         |          |       |         |          |

| 24 de junho de 2008 | Peru | 4 - 4 | Bolívia | Canelones |
| 20:30 UTC-3         |      |       |         |           |

| 25 de junho de 2008 | Paraguai | 6 - 1 | Peru | Canelones |
| 20:30 UTC-3         |          |       |      |           |

## Grupo C
|    | Seleção | Pts | J | V | E | D | GP | GC | SG  |
| -- | ------- | --- | - | - | - | - | -- | -- | --- |
| 1º | Brasil  | 9   | 3 | 3 | 0 | 0 | 35 | 2  | +33 |
| 2º | Uruguai | 6   | 3 | 2 | 0 | 1 | 11 | 12 | –1  |
| 3º | Equador | 3   | 3 | 1 | 0 | 2 | 11 | 18 | –7  |
| 4º | Chile   | 0   | 3 | 0 | 0 | 3 | 5  | 30 | –25 |

| 23 de junho de 2008 | Uruguai | 6 - 2 | Chile | Mercedes |
| 20:10 UTC-3         |         |       |       |          |

| 24 de junho de 2008 | Brasil | 11 - 1 | Equador | Mercedes |
| 21:50 UTC-3         |        |        |         |          |

| 24 de junho de 2008 | Uruguai | 4 - 2 | Equador | Mercedes |
| 20:10 UTC-3         |         |       |         |          |

| 24 de junho de 2008 | Brasil | 16 - 0 | Chile | Mercedes |
| 22:00 UTC-3         |        |        |       |          |

| 25 de junho de 2008 | Uruguai | 1 - 8 | Brasil | Mercedes |
| 20:10 UTC-3         |         |       |        |          |

| 25 de junho de 2008 | Ecuador | 8 - 3 | Chile | Mercedes |
| 22:00 UTC-3         |         |       |       |          |

## Fase final
|  | Semifinais          | Semifinais          |   |                     | Final               | Final |  |
|  |                     |                     |   |                     |                     |       |  |
|  | 27 de junho de 2008 |                     |   |                     |                     |       |  |
|  | Uruguai             | 1 (3)               |   |                     |                     |       |  |
|  | Paraguai            | 1 (1)               |   |                     |                     |       |  |
|  |                     |                     |   |                     |                     |       |  |
|  |                     |                     |   |                     | 28 de junho de 2008 |       |  |
|  |                     |                     |   |                     | Uruguai             | 2     |  |
|  |                     | Brasil              | 6 |                     |                     |       |  |
|  |                     |                     |   |                     |                     |       |  |
|  |                     |                     |   |                     |                     |       |  |
|  |                     |                     |   |                     | Terceiro lugar      |       |  |
|  | 27 de junho de 2008 | 27 de junho de 2008 |   | 28 de junho de 2008 | 28 de junho de 2008 |       |  |
|  | Brasil              | 5                   |   | Paraguai            | 2                   |       |  |
|  | Argentina           | 2                   |   |                     | Argentina           | 3     |  |

### 9º Lugar
| 26 de junho de 2008 | Venezuela | 3 - 0 | Chile | Canelones |
| 18:30 UTC-3         |           |       |       |           |

### 7º Lugar
| 26 de junho de 2008 | Peru | 5 - 2 | Bolívia | Canelones |
| 22:00 UTC-3         |      |       |         |           |

### 5º Lugar
| 26 de junho de 2008 | Colômbia | 6 - 1 | Equador | Canelones |
| 21:30 UTC-3         |          |       |         |           |

### Semifinais
| 27 de junho de 2008 | Argentina | 2 - 5 | Brasil | Mercedes |
| 18:35 UTC-3         |           |       |        |          |

| 27 de junho de 2008 | Uruguai | 1 - 1 (3–1 Pro.) | Paraguai | Mercedes |
| 20:10 UTC-3         |         |                  |          |          |

### 3º Lugar
| 28 de junho de 2008 | Argentina | 3 - 2 | Paraguai | Mercedes |
| 17:00 UTC-3         |           |       |          |          |

### Final
| 28 de junho de 2008 | Brasil | 6 - 2 | Uruguai | Mercedes |
| 19:00 UTC-3         |        |       |         |          |

## Premiação
| Copa América de Futsal 2008 |
| --------------------------- |
| Brasil 8º Título            |

## Ranking final
|    | Brasil    |
|    | Uruguai   |
|    | Argentina |
| 4  | Paraguai  |
| 5  | Colômbia  |
| 6  | Equador   |
| 7  | Peru      |
| 8  | Bolívia   |
| 9  | Venezuela |
| 10 | Chile     |